# Salón de la Fama del Boxeo Nacional Australiano
El Salón de la Fama del Boxeo Nacional Australiano fue fundado en 2001 y empezó incluir boxeadores a la Salón de la Fama en el 2003. Desde entonces, la incorporación de homenajeados cada año se ha celebrado en toda Australia.
Los incluidos han sido nominados y luego votados por un grupo de expertos en boxeo e historiadores de Australia. 
Miembros del comité actual son:  
Presidente - Brett McCormick.                       Vicepresidente - Angie McCormick.           Fundador & de tesorero - David Hanvey.      Secretario - Damian Membrey. Historiador & Miembro Vitalicio - Peter Banks.  
El Salón de la Fama ha incluido un Luchador del año del SFBNA y también el Premio Conmemorativo de Gus Mercurio para servicios de boxeo de aquellos no hallan sido Incluidos en el Salón de la Fama del Boxeo Nacional Australiano.    

## Incluidos

### Pioneros
- Young Griffo (2003)
- Larry Foley (2003)
- Peter Jackson (2004)
- Frank Slavin (2005)
- Joe Goddard (2006)
- Jim Sala (2007)
- Jim Barron (2007)
- Bill Farnan (2008)
- Jack McGowan (2008)
- Bill Doherty (2009)
- Tim Hegarty (2010)
- Dan Creedon (2011)
- Peter Felix (2012)
- Mick Dooley (2013)
- Otto Cribb (2014)
- Hierba McKell (2015)
- Jim Burge (2016)

### Viejos Tiempos
- Les Darcy (2003)
- Ambrose Palmer (2003)
- Jack Carroll (2003)
- Billy Grime (2003)
- Bill Lang (2004)
- Hugh Dwyer (2004)
- Tommy Uren (2005)
- Fred Henneberry (2005)
- Jackie Verde (2006)
- Bill Squires (2006)
- George Mendies (2007)
- Hierba McCoy (2007)
- Sid Godfrey (2008)
- Jerry Jerome (2008)
- Dave Herrero (2009)
- Hughie Mehegan (2009)
- Mickey Miller (2010)
- Merv Blandon (2010)
- Fred Kay (2011)
- Frank Thorn (2012)
- Jack Haines (2013)
- Alf Blatch (2014)
- Bert Spargo (2015)
- Colin Bell (2016)

### Veteranos
- Ron Richards (2003)
- Vic Patrick (2003)
- Jimmy Carruthers (2003)
- Dave Arenas (2003)
- Tommy Burns (2004, Geoffrey nacido Murphy)
- George Barnes (2004)
- Elley Bennett (2005)
- Jack Hassenn (2005)
- Pat Ford (2006)
- Trevor King (2006)
- Mickey Tollis (2007)
- Frank Flannery (2007)
- George Bracken (2008)
- Eddie Miller (2008)
- Bobby Sinn (2009)
- Clive Stewart (2009)
- Tony Madigan (2010)
- Pedregoso Gattellari (2010)
- Jeff White (2011)
- Wally Taylor (2012)
- Max Carlos (2013)
- Jack Johnson (2014)
- Darby Brown (2015)
- Russel Arenas (2016)

### Nuevos
- Johnny Famechon (2003)
- Lionel Rose (2003)
- Barry Michael (2003)
- Jeff Fenech (2003)
- Pedregoso Mattioli (2004)
- Jeff Harding (2004)
- Tony Mundine (2005)
- Hector Thompson (2005)
- Paul Ferreri (2006)
- Bob Dunlop (2006)
- Lester Ellis (2007)
- Jeff Malcolm (2007)
- Lawrence Austin (2008)
- Charkey Ramon (2008)
- Henry Nissen (2009)
- Aguas de Troya (2009)
- Kostya Tszyu (2010)
- Wally Carr (2010)
- Steve Aczel (2011)
- Robbie Peden (2012)
- Aguas de tipo (2013)
- Brian Janssen (2014)
- Tony Miller (2015)
- Ken Salisbury (2016)

### No-Participantes
- HD McIntosh      (2003)
- Snowy Panadero      (2003)
- Jack Dunleavy    (2003)
- Ron Casey        (2004)
- John Wren        (2004)
- Merv William     (2005)
- Ray Mitchell     (2005)
- Johny Lewis      (2006)
- Bill Mordey      (2007)
- Ray Connelly     (2007)
- Gus Mercurio     (2008)
- Jack Rennie      (2008)
- William Anárquico      (2009)
- John McDougall      (2009)
- Ern McQuillan Sr      (2010)
- Billy Machos      (2010)
- Jimmy Sharman      (2011)
- Ray Wheatley   (2012)
- William Corbett (2013)
- Terry Reilly (2014)
- Bill McConnell (2015)
- Joe Wallis (2016)

### Honrados Internacionales
- Jack Johnson     (2003)
- Freddie Dawson   (2003)
- Sam Langford     (2004)
- Archie Moore     (2005)
- Bob Fitzsimmons  (2006)
- Tod Morgan       (2007)
- Ted "Niño" Lewis  (2007)
- Tommy Burns  (2009)
- Jimmy Clabby      (2010)
- Clarence Reeves   (2011)
- Joe Bugner        (2012)
- "Hop" Harry Stone (2013)
- Jem Mace (2014)
- Eugène Criqui (2015)
- Eddie McGoorty (2016)

Premio Conmemorativo Gus Mercurio
• "Hollywood" Howard Leigh (2017) 
Luchador del premio de año del SFBNA
• Zac Dunn (2015)
• Jayde Mitchell (2016) 